# Hugo II. von Saint-Omer
Hugo II. von Saint-Omer († 1204) war Titularfürst von Galiläa. Als solcher wurde er auch Hugo II. von Tiberias genannt.
Er ist der älteste Sohn von Walter von Saint-Omer, Fürst von Galiläa und dessen Gattin Eschiva von Bures.
Nach dem Tod seines Vaters um 1174 heiratete seine Mutter den Grafen Raimund III. von Tripolis, der aus ihrem Recht die Regierung des Fürstentums übernahm. Im Juni 1179 geriet Hugo in einer Schlacht gegen den Ayyubiden-Sultan Saladin bei Mardsch Uyun in dessen Gefangenschaft, seine Mutter erreichte seine Freilassung gegen Lösegeld. 1187 wurde das Fürstentum Galiläa von Saladin erobert und Raimund starb noch im gleichen Jahr. Hugo erbte daraufhin den Titel des Fürsten von Galiläa, während sein Fürstentum aber noch bis lange nach seinem Tod, bis 1204, von den Ayyubiden besetzt blieb.
Hugo heiratete Margarethe von Ibelin, Tochter des Balian von Ibelin.
Als Hugo 1204 starb, erbte sein Bruder Rudolf von Saint-Omer das Titularfürstentum Galiläa. Seine Frau Margarethe heiratete nach seinem Tod Walter Garnier, Herr von Caesarea.